# یرم استپانیان
یرم آوانسی استپانیان (ارمنی: Երեմ Ավանեսի Ստեփանյան؛  ۲۸ آوریل ۱۹۲۷ – ۱۹۸۶) یک مطالعات فیلم اهل ارمنستان است. وی بین سال‌های - تا - میلادی فعالیت می‌کرد.

## زندگی‌نامه
وی در ۲۸ آوریل ۱۹۲۷ به دنیا آمد . وی عضو اتحادیه سینماگران اتحاد شوروی و اتحادیه روزنامه‌نگاران اتحاد شوروی بود. وی در های‌فیلم فعالیت می‌کرد. وی همچنین برندهٔ جوایزی همچون نشان برجسته افتخار و چهره فرهنگی شایسته جمهوری ارمنستان شده است. وی در ۱۹۸۶ در سن ۵۹ سالگی درگذشت. 